# Araucaria subulata
Araucaria subulata là một loài thực vật hạt trần trong họ Araucariaceae. Loài này được Vieill. mô tả khoa học đầu tiên năm 1861.